# Молодой Адам (фильм)
«Молодой Адам» (англ. Young Adam) — британский эротический фильм-драма 2003 года по мотивам одноименного романа 1954 года шотландского писателя-битника Александра Трокки.
Режиссёром и сценаристом выступил Дэвид Маккензи.
Главные роли исполнили Юэн Макгрегор, Тильда Суинтон, Питер Маллан и Эмили Мортимер.

## Сюжет
Действие фильма разворачивается в 1950-е годы в Шотландии. Бродяга Джо Тэйлор, в прошлом писатель-неудачник, работает на барже, которая принадлежит супругам Лесу и Элле Голт и курсирует, перевозя уголь, между Глазго и Эдинбургом. Вскоре Джо соблазняет Эллу, и они занимаются сексом всякий раз, когда Леса нет дома.
Однажды Джо и Лес вылавливают из реки труп неизвестной женщины. Погибшая — бывшая любовница Джо, Кэти Димли, но он делает вид, что видит её впервые. Поскольку на теле нет следов насильственной смерти, кажется, что женщина умерла в результате несчастного случая или самоубийства, однако полицейское расследование выясняет, что Кэти была убита.

## В ролях
| Актёр          | Роль       |
| -------------- | ---------- |
| Юэн Макгрегор  | Джо Тэйлор |
| Тильда Суинтон | Элла Голт  |
| Питер Маллан   | Лес Голт   |
| Эмили Мортимер | Кэти Димли |

## Производство
Фильм был снят в Гуллейне в Восточном Лотиане, вдоль Юнион-Канала от Эдинбурга до Фолкерка, на Форт и Клайд, и в Клайдбанке, Дамбартоне, Рентоне, в Западном Данбартоншире, Гранджемуте, Перте и Кинроссе.
Саундтрек был выпущен под названием «Веди нас не в искушение».

## Выход на экран
Фильм был показан на Московском кинофестивале, Эдинбургском кинофестивале, Фестивале в Теллуриде, Международном кинофестивале в Торонто и Кинофестивале в Афинах, перед выходом на театральный показ в Великобритании 26 сентября 2003 года.
В Великобритании он заработал 1 135 673 доллара и 2 561 820 долл. США по всему миру.
Когда фильм был выпущен в Соединенных Штатах, Американская ассоциация кинематографистов присвоила ему рейтинг NC-17 за «явное сексуальное содержание», в частности 14-секундную сцену, изображающую оральный секс.

## Критика
На сайте Rotten Tomatoes фильм имеет рейтинг 62 %, на основании 124 рецензий критиков, со средней оценкой 6,3 из 10. Критический консенсус сайта гласит, что фильм — это «мрачное настроение с хорошими выступлениями ведущих».
Филип Френч из The Guardian назвал картину «умно сконструированным фильмом, который удерживает внимание на протяжении своих 95 минут. Натуральная игра обладает значительной силой: Тильда Суинтон демонстрирует характерную бескорыстную игру, а Юэн МакГрегор избегает легкого обаяния, это удручающий фильм, источающий безнадежность и побуждающий нас жалеть персонажей, а не рассказывать о их трагическом состоянии».
А. О. Скотт из «Нью-Йорк Таймс» заметил: «Рассказывание истории преднамеренно разъединено, оно прыгает назад и вперед во времени без предупреждения, так что смысл событий и связи между ними проявляются ретроспективно. Это создает настроение беспокойства и диссоциации, зловещий страх это сохраняется даже после того, как решаются некоторые важные загадки. Повествовательная схема, атмосфера задумчивого периода и точность действия также делают историю более интересной, чем она есть. Джо, в некоторых отношениях довольно пассивный, сексуально ненасытный, а также сексуально неотразимый … В конце концов, сексуальность Джо, хотя и демонстрируемая с гораздо большей отчетливостью, чем допускают старые фильмы, также заставляет молодого Адама чувствовать себя более устаревшим. Нарциссизм, выраженный через эротическую потребность, не только некритичен, но и претенциозен. Фильм следует за романом (и многим это нравится), предполагая, а не доказывая, что герой и его неудачи предлагают ключ к состоянию человека, а не доказательство индивидуального ограничения».
Манохла Даргис из Los Angeles Times заметил: «В отличие от романа, написанного от первого лица … фильм предполагает заметно менее закрытую, менее личную точку зрения…».
Карла Майер из San Francisco Chronicle писала, что «богатая, неотразимая работа Тильды Суинтон является достаточной причиной, чтобы увидеть эту неровную картину, которая превращается из захватывающего романтического треугольника в рассказ о нравственности без морального центра».

## Награды и номинации

### Награды
| Год  | Премия                                            | Номинанты и категории                               |
| ---- | ------------------------------------------------- | --------------------------------------------------- |
| 2003 | Премия Эдинбургского международного кинофестиваля | Лучшее новое британское кино — Дэвид Маккензи       |
| 2004 | Премия Британской Академии кино и телевидения     | Лучший фильм                                        |
| 2004 | Премия Британской Академии кино и телевидения     | Лучшая режиссура — Дэвид Маккензи                   |
| 2004 | Премия Британской Академии кино и телевидения     | Лучшая мужская роль в шотл. фильме — Юэн Макгрегор  |
| 2004 | Премия Британской Академии кино и телевидения     | Лучшая женская роль в шотл. фильме — Тильда Суинтон |
| 2004 | Премия Общества кинокритиков Лондона              | Лучший дебют — Дэвид Маккензи                       |

### Номинации
| Год  | Премия                               | Номинанты и категории                      |
| ---- | ------------------------------------ | ------------------------------------------ |
| 2003 | Премия Британского независимого кино | Лучший независимый фильм                   |
| 2003 | Премия Британского независимого кино | Лучшая режиссура — Дэвид Маккензи          |
| 2003 | Премия Британского независимого кино | Лучший актёр — Юэн Макгрегор               |
| 2003 | Премия Британского независимого кино | Лучшая актриса — Тильда Суинтон            |
| 2003 | Европейская премия в области кино    | Режиссёр года — Дэвид Маккензи             |
| 2004 | Премия Британской гильдии режиссёров | Лучшая режиссура — Дэвид Маккензи          |
| 2004 | Премия «Империя»                     | Лучший британский фильм                    |
| 2004 | Премия «Империя»                     | Лучший британский актёр — Юэн Макгрегор    |
| 2004 | Премия «Империя»                     | Лучшая британская актриса — Эмили Мортимер |